# Louis de Bouillé
Pour les articles homonymes, voir Bouillé.
Louis Joseph Amour de Bouillé du Chariol, marquis de Bouillé, né le 1er mai 1769 à Basse-Terre en Guadeloupe et mort le 20 novembre 1850 à Paris, est un général français.

## Biographie
Son père, François Claude de Bouillé, et son frère participent à la fuite avortée de Louis XVI. Marié le 3 avril 1798 à Robertine Walsh de Serrant, il a un fils unique, René de Bouillé (1802-1882) qui devient ministre plénipotentiaire dans le grand-duché de Bade, ambassadeur à Madrid, grand officier de la Légion d'honneur et pair de France.

### Pendant la Révolution française
Il est admis à l'académie des gentilshommes de Berlin. À 18 ans, il est nommé capitaine au Royal-Pologne cavalerie, puis dans Mestre-de-camp-général dragons et enfin major en second aux hussards de Berdung le 5 juin 1790. En 1791, il devient lieutenant-colonel et aide de camp de son frère, le chevalier de Bouillé. Il a l'occasion de montrer sa bravoure dans quelques émeutes en 1790 et 1791, à Metz et à Nancy, et sauve la vie à plusieurs personnes. Le jour de l'arrestation du roi Louis XVI en juin 1791 à Varennes, Louis de Bouillé se trouve près de son père et il est poursuivi comme lui en vertu d'un décret de l'Assemblée nationale. 

### Émigration
Il parvient toutefois à émigrer avec son père et devient aide de camp du roi Gustave III de Suède et adjudant-général. À la suite de l'assassinat de ce prince, il se rend à l'armée de Condé, passe au service de la Prusse et est blessé au siège de Mayence.
En 1793, il lève à ses frais un régiment de cavalerie nommé régiment des uhlans britanniques, à la solde et au service de l'armée britannique. Il combat à l'avant-garde de l'armée anglaise jusqu'à la réforme de son corps en 1796. Cette même année, lorsque le comte d'Artois veut tenter une descente, il confie à Louis de Bouillé le commandement en chef de la cavalerie. Après l'échec de cette expédition, il reste dans l'inaction jusqu'en 1802. Il obtient à cette époque sa radiation de la liste des émigrés et prend du service dans sa patrie en 1806.

### Sous le Premier Empire
Bouillé rentre en France en 1806 et s'engage dans l'armée de Napoléon Ier. Il ne tarde pas à se distinguer et montre tant de bravoure au siège de Gaète en 1807, qu'il reçoit la Légion d'honneur. Attaché au 9e corps de la Grande Armée, il assiste aux combats livrés par ce corps. À la tête d'une avant-garde de chevau-légers de Linanges-Bavarois, il bat le prince d'Anhalt, lui prend son artillerie et paralyse tous ses mouvements.
En 1808, il suit en Espagne le général Sébastiani en qualité de chef d'état-major et contribue au succès du combat de Ciudad Real. En tant que chef d'état-major général du 4e corps, il se distingue dans divers rencontres, notamment à la bataille d'Almonacid où il ajoute à la réputation de valeur et de capacité qu'il s'est faite, ainsi qu'à Baza en 1810 où il défait avec 1 200 hommes une colonne de 5 000 Espagnols. Promu général de brigade le 22 juin 1810, Bouillé est fait comte de l'Empire le 2 septembre de la même année. Il obtient le commandement d'un corps de dragons avec lequel il bat le général Freyre le 19 avril et le 17 mai 1812. Forcé par le mauvais état de ses yeux de quitter l'Espagne, il est fait lieutenant-général à la rentrée des Bourbons le 31 décembre 1814 et mis à la retraite.

### Sous la Restauration
Au retour des Bourbons en France, Louis XVIII le nomme lieutenant-général non actif. Comme son père il écrit des Mémoires en trois volumes.
On a de lui :
- Vie du prince Henri de Prusse, 1809 ;
- Commentaires sur le Prince de Machiavel et l'Anti-Machiavel de Frédéric II, 1827 ;
- Pensées et Réflexions, 1826 et 1851.
- Souvenirs et fragments pour servir aux mémoires de ma vie et de mon temps, Bouillé, Louis Joseph Amour, marquis de, 1769-1850. ; Laffleur de Kermaingant, Pierre Paul, 1843-1920, Paris, A. Picard et fils [2].